# Волнистые дятлы
Волнистые дятлы (лат. Meiglyptes) — род птиц семейства дятловых из Юго-Восточной Азии.

## Описание
Небольшие птицы с тонкой шеей, небольшой головой и очень коротким хвостом. Клюв изогнут. Имеют 4 пальца: 3 смотрят вперёд, 1 назад. Имеют контрастную окраску — коричневую с чёрным и белым. Имеется половой диморфизм: самцы имеют узкую полосу рыжей бородой или пятно, которое отсутствует у самок. Питаются муравьями и другими насекомыми.

## Распространение
Водятся в тропических и субтропических сухих и влажных лесах на территории Брунея, Бирмы, Таиланда, Малайзии, Индонезии, на островах Суматре, Борнео и прилегающих к ним.

## Виды
В состав рода включают четыре вида:
- Meiglyptes tristis (Horsfield, 1821) — Желтопоясничный волнистый дятел
- Meiglyptes jugularis (Blyth, 1845) — Хохлатый волнистый дятел
- Meiglyptes tukki (Lesson, 1839) — Коричневошейный волнистый дятел — имеют статус NT по IUCN (Близки к уязвимому положению)
- Meiglyptes grammithorax (Malherbe, 1862)